# Platyptilia

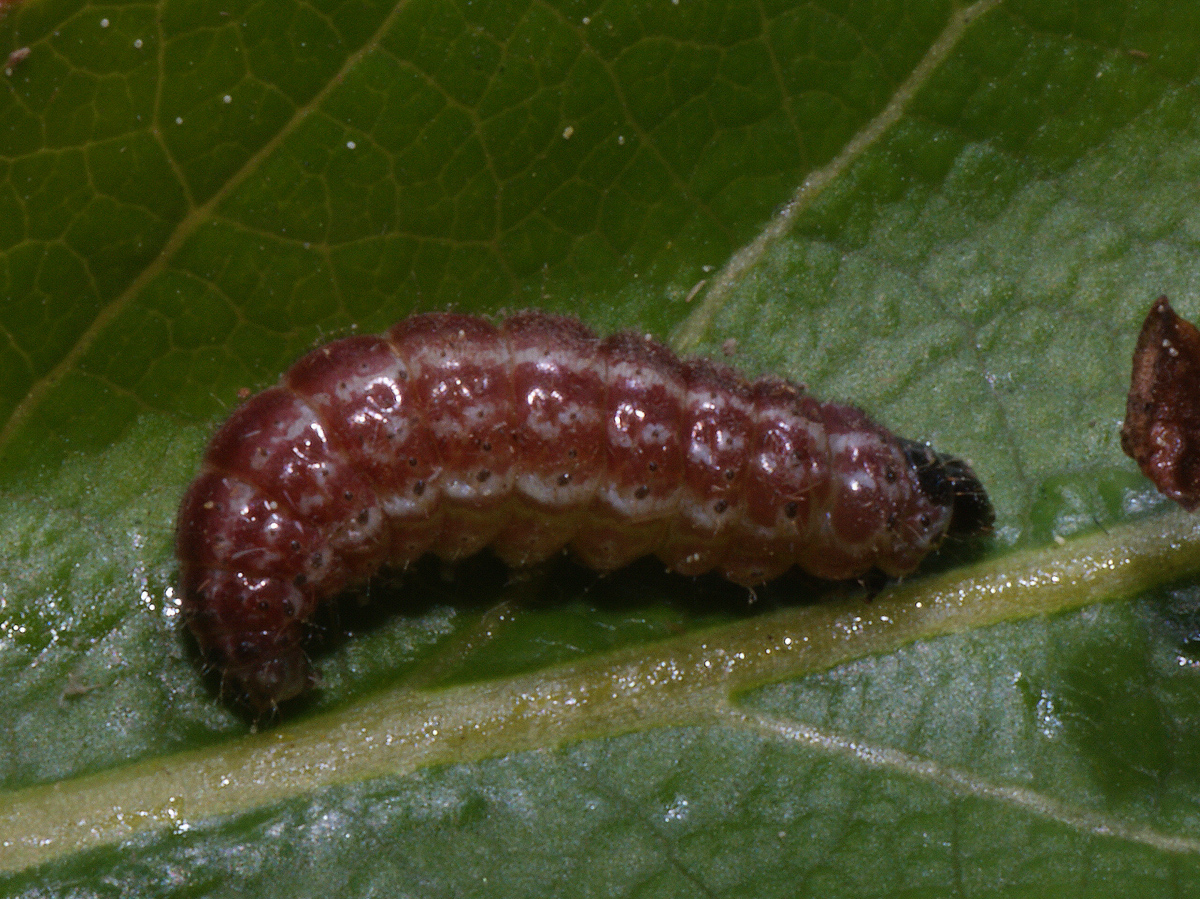
Larva de Platyptilia gonodactyla, Rusia

Platyptilia es un género de lepidópteros de la familia Pterophoridae. El género fue descrito por Jacob Hübner en 1825. De distribución holártica.
La especie Platyptilia carduidactyla es una plaga de las alcachofas o alcauciles. Se encuentra en Norteamérica, desde Canadá a Texas.

## Especies
- Platyptilia aarviki Gielis, 2008

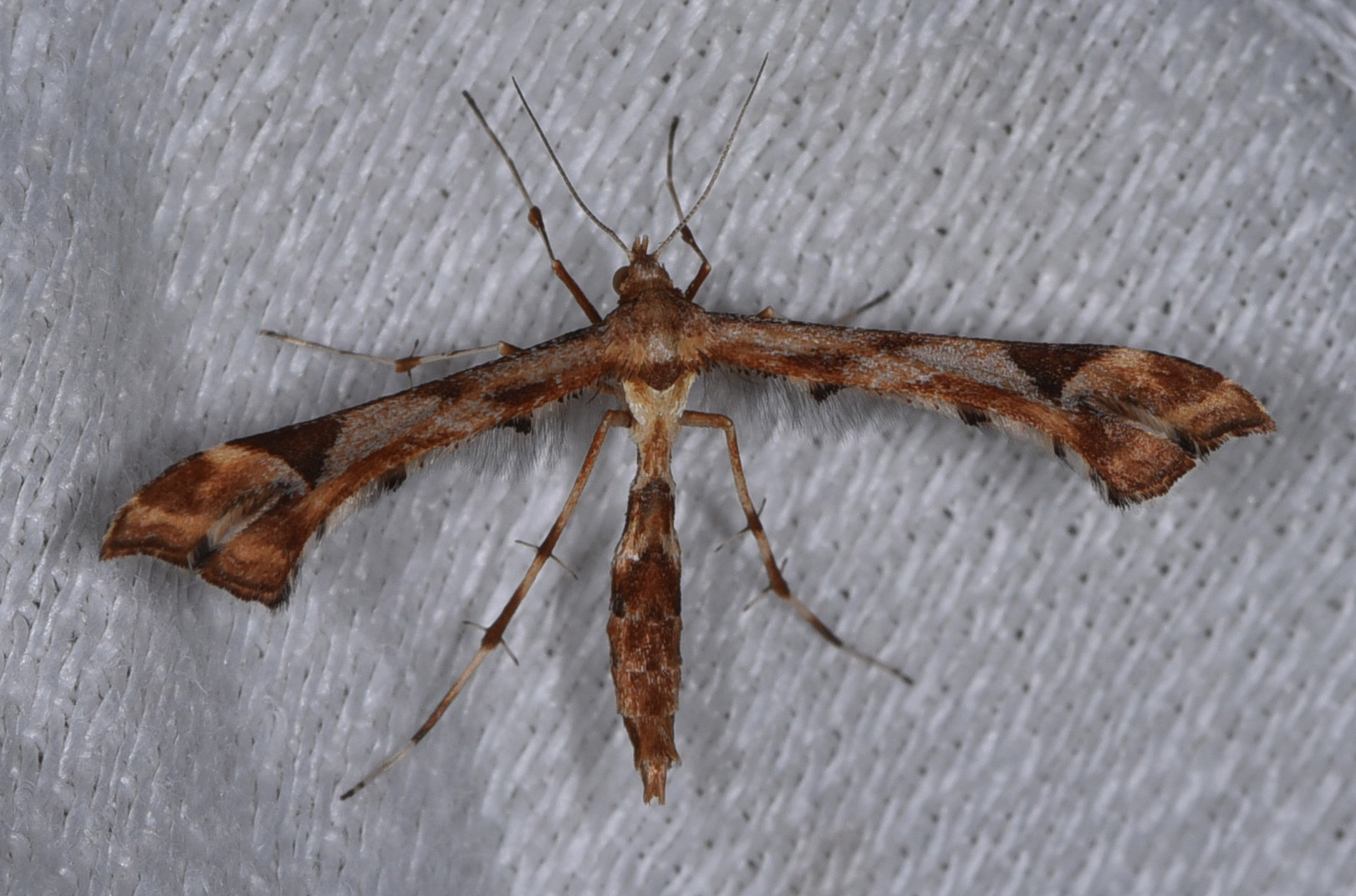
Platyptilia carduidactyla

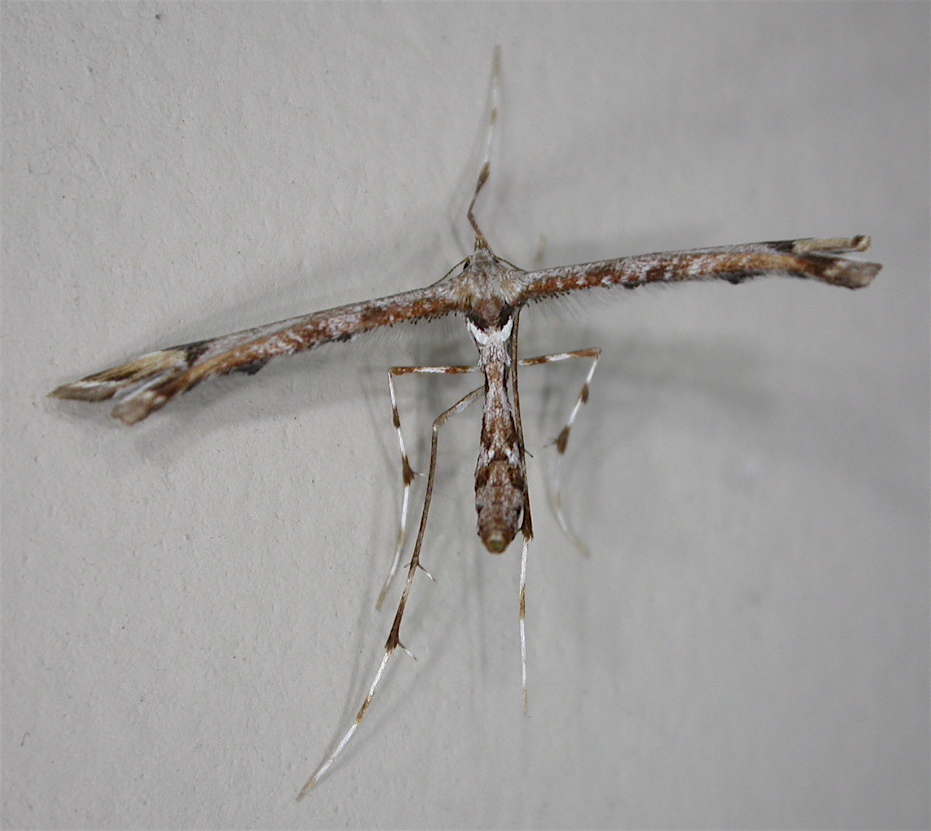
Platyptilia falcatalis

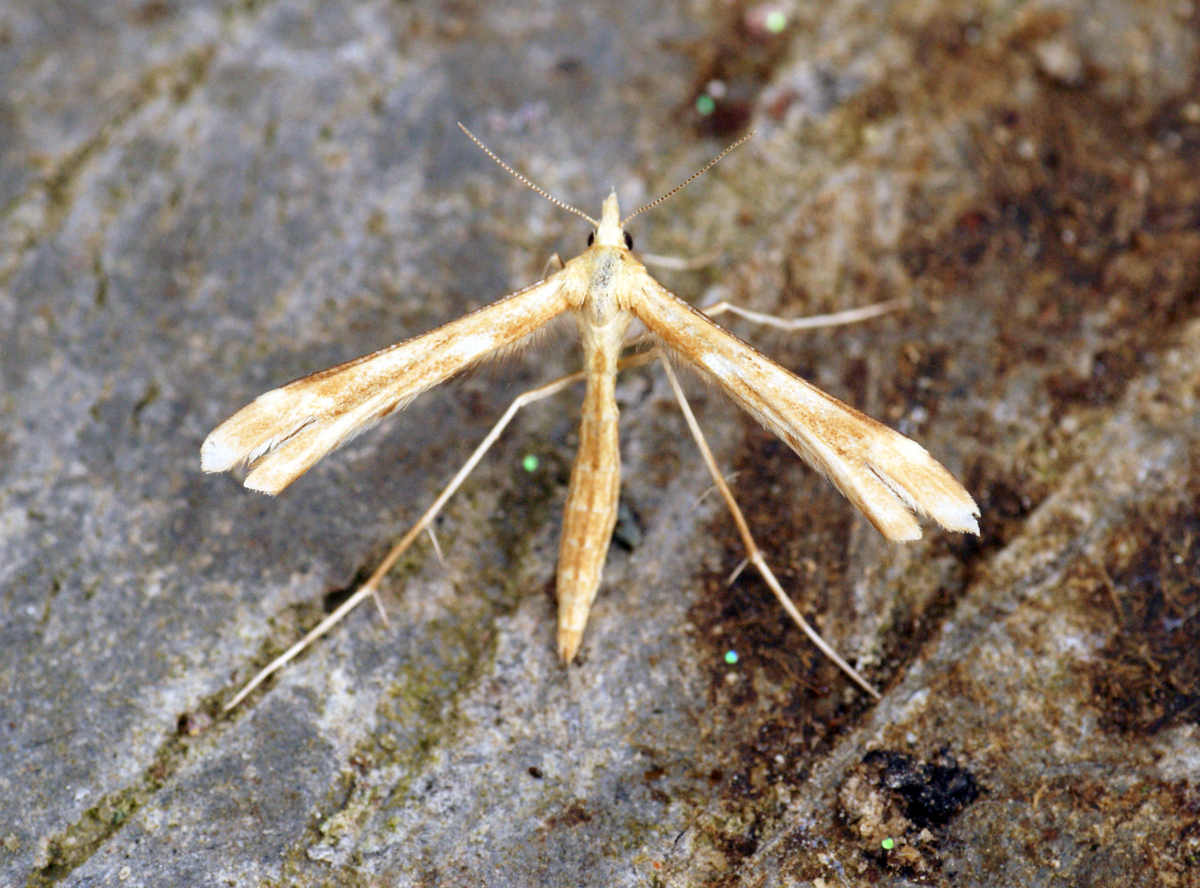
Platyptilia pallidactyla

- Platyptilia ainonis Matsumura, 1931
- Platyptilia albicans (Fish, 1881)
- Platyptilia albifimbriata Arenberger, 2002
- Platyptilia anniei Gielis, 1997
- Platyptilia archimedon Meyrick, 1938
- Platyptilia ardua McDunnough, 1927
- Platyptilia barbarae Ustjuzhanin & Kovtunovich, 2010
- Platyptilia benitensis Strand, 1913
- Platyptilia bowkeri Kovtunovich & Ustjuzhanin, 2011[4]
- Platyptilia cacaliae
- Platyptilia calamicola
- Platyptilia calodactyla (Denis & Schiffermüller, 1775)
- Platyptilia campsiptera Meyrick, 1907
- Platyptilia carduidactyla (Riley, 1869)
- Platyptilia celidotus (Meyrick, 1885)
- Platyptilia censoria Meyrick, 1910
- Platyptilia charadrias (Meyrick, 1884)
- Platyptilia chondrodactyla
- Platyptilia chosokeiella
- Platyptilia citropleura Meyrick, 1907
- Platyptilia comorensis Gibeaux, 1994
- Platyptilia comstocki Lange, 1939
- Platyptilia cretalis Meyrick, 1908
- Platyptilia daemonica Meyrick, 1932
- Platyptilia davisi Gielis, 1991
- Platyptilia dschambiya Arenberger, 1999
- Platyptilia duneraensis Rose and Pooni, 2003
- Platyptilia eberti Gielis, 2003
- Platyptilia enargota Durrant, 1915
- Platyptilia euridactyla
- Platyptilia exaltatus
- Platyptilia farfarellus Zeller, 1867
- Platyptilia fulva Bigot, 1964
- Platyptilia gandaki Gielis, 1999
- Platyptilia gentiliae Gielis, 1991
- Platyptilia gondarensis Gibeaux, 1994
- Platyptilia gonodactyla (Denis & Schiffermüller, 1775)
- Platyptilia gravior Meyrick, 1932
- Platyptilia grisea Gibeaux, 1994
- Platyptilia hokowhitalis Hudson, 1939
- Platyptilia humida Meyrick, 1920
- Platyptilia iberica Rebel, 1935
- Platyptilia ignifera Meyrick, 1908
- Platyptilia implacata Meyrick, 1932
- Platyptilia interpres Meyrick, 1922
- Platyptilia isocrates
- Platyptilia isodactylus (Zeller, 1852)
- Platyptilia isoterma Meyrick, 1909
- Platyptilia johnstoni Lange, 1940
- Platyptilia kozanica Fazekas, 2003
- Platyptilia locharcha Meyrick, 1924
- Platyptilia longalis (Walker, 1864)
- Platyptilia longiloba
- Platyptilia lusi
- Platyptilia melitroctis Meyrick, 1924
- Platyptilia microbscura Gielis & De Vos, 2007
- Platyptilia molopias Meyrick, 1906
- Platyptilia montana Yano, 1963
- Platyptilia morophaea Meyrick, 1920
- Platyptilia naminga
- Platyptilia nemoralis Zeller, 1841
- Platyptilia nussi Gielis, 2003
- Platyptilia odiosa Meyrick, 1924
- Platyptilia omissalis T. B. Fletcher, 1926
- Platyptilia onias Meyrick, 1916
- Platyptilia pauliani Gibeaux, 1994
- Platyptilia percnodactylus (Walsingham, 1880)
- Platyptilia phanerozona Diakonoff, 1952
- Platyptilia peyrierasi Gibeaux, 1994
- Platyptilia picta Meyrick, 1913
- Platyptilia postbarbata Meyrick, 1938
- Platyptilia profunda Yano, 1963
- Platyptilia pseudofulva Gibeaux, 1994
- Platyptilia pulverulenta Philpott, 1923
- Platyptilia pygmaeana Strand, 1913
- Platyptilia resoluta
- Platyptilia rhyncholoba Meyrick, 1924
- Platyptilia romieuxi Gielis, 2009
- Platyptilia rubriacuta Gielis, 2009
- Platyptilia sabius (Felder & Rogenhofer, 1875)
- Platyptilia sciophaea Meyrick, 1920
- Platyptilia sedata Meyrick, 1932
- Platyptilia semnopis Meyrick, 1931
- Platyptilia sochivkoi Kovtunovich & Ustjuzhanin, 2011[4]
- Platyptilia sogai Gibeaux, 1994
- Platyptilia spicula Gielis, 2006
- Platyptilia strictiformis Meyrick, 1932
- Platyptilia suigensis
- Platyptilia superscandens
- Platyptilia tesseradactyla (Linnaeus, 1761)
- Platyptilia thiosoma Meyrick, 1920
- Platyptilia thyellopa Meyrick, 1926
- Platyptilia toxochorda Meyrick, 1934
- Platyptilia triphracta
- Platyptilia ussuriensis
- Platyptilia vilema B. Landry, 1993
- Platyptilia vinsoni Gibeaux, 1994
- Platyptilia violacea Gibeaux, 1994
- Platyptilia washburnensis McDunnough, 1929
- Platyptilia williamsii Grinnell, 1908

Sinonimia
- Platyptilia amphiloga Meyrick, 1909: sinónimo de Lantanophaga pusillidactyla (Walker, 1864)
- Platyptilia claripicta T. B. Fletcher, 1910: sinónimo de Platyptilia farfarellus Zeller, 1867
- Platyptilia corniculata: sinónimo de Marasmarcha corniculata (Meyrick, 1913)
- Platyptilia dimorpha: sinónimo de Bipunctiphorus dimorpha (T. B. Fletcher, 1910)
- Platyptilia emissalis: sinónimo de Sinpunctiptilia emissalis (Walker, 1864)
- Platyptilia empedota: sinónimo de Marasmarcha empedota (Meyrick, 1908)
- Platyptilia euctimena: sinónimo de Bipunctiphorus euctimena (Turner, 1913)
- Platyptilia infesta: sinónimo de Inferuncus infesta (Meyrick, 1934)
- Platyptilia maligna Meyrick, 1913: sinónimo de Vietteilus vigens (Felder & Rogenhofer, 1875)
- Platyptilia patriarcha Meyrick, 1912: sinónimo de Bipunctiphorus dimorpha (T. B. Fletcher, 1910)
- Platyptilia periacta Meyrick, 1910: sinónimo de Platyptilia farfarellus Zeller, 1867
- Platyptilia stenoptiloides: sinónimo de Gillmeria stenoptiloides (Filipjev, 1927)